# 荏原第五地域センター
荏原第五地域センター（えばらだいごちいきセンター）は、東京都品川区の施設。
品川区立豊葉の杜学園と合築し、下神明駅や二葉図書館、品川区の各施設に隣接して設置することで利便性能向上を図った施設である。

## 施設概要
- 開館時間 - 午前8時30分から午後5時まで（豊葉の杜学園温水プールは9時30半から20時50分まで。入替制あり）
- 休館日 - 土曜日、日曜日、祝日、年末年始(12月29日～1月3日)

### 1階
- 地域センター事務室
- プール - #豊葉の杜学園温水プールを参照
- 武道場（豊葉の杜学園施設）

### 2階
- 第一集会室
- 第二集会室
- アリーナ（豊葉の杜学園施設）

### 3階
- 第三集会室
- 第四集会室
- 第五集会室

### 豊葉の杜学園温水プール
学校教育使用時間以外、区民プールとして開放している。
荏原第五地域センター入口より入場する。

## 交通アクセス

### 公共交通機関
- 下神明駅徒歩2分
- 横須賀線・湘南新宿ライン 西大井駅 - 徒歩15分程度
- 二葉一丁目 東急バス - 徒歩3分程度[3]
  - 井01系統[3]：荏原営業所行き（西大井駅方面）
  - 井01系統[3]：大井町駅 行

### 自転車
駐輪場あり

### 自動車
近隣の有料コインパーキング

## 周辺
品川区の各施設に隣接して設置された。
- 下神明駅
- タコ公園（神明児童遊園）
- 二葉図書館
- 品川区立豊葉の杜学園
- しながわ中央公園
- 品川区役所
- 品川区立中小企業センター
- 二葉すこやか園